# Johann Setzer
Johann Setzer (* 1478 in Lauchheim; † 1532 in Hagenau) war ein Drucker, der im 16. Jahrhundert Schriften der Humanisten und Reformatoren in Hagenau druckte.

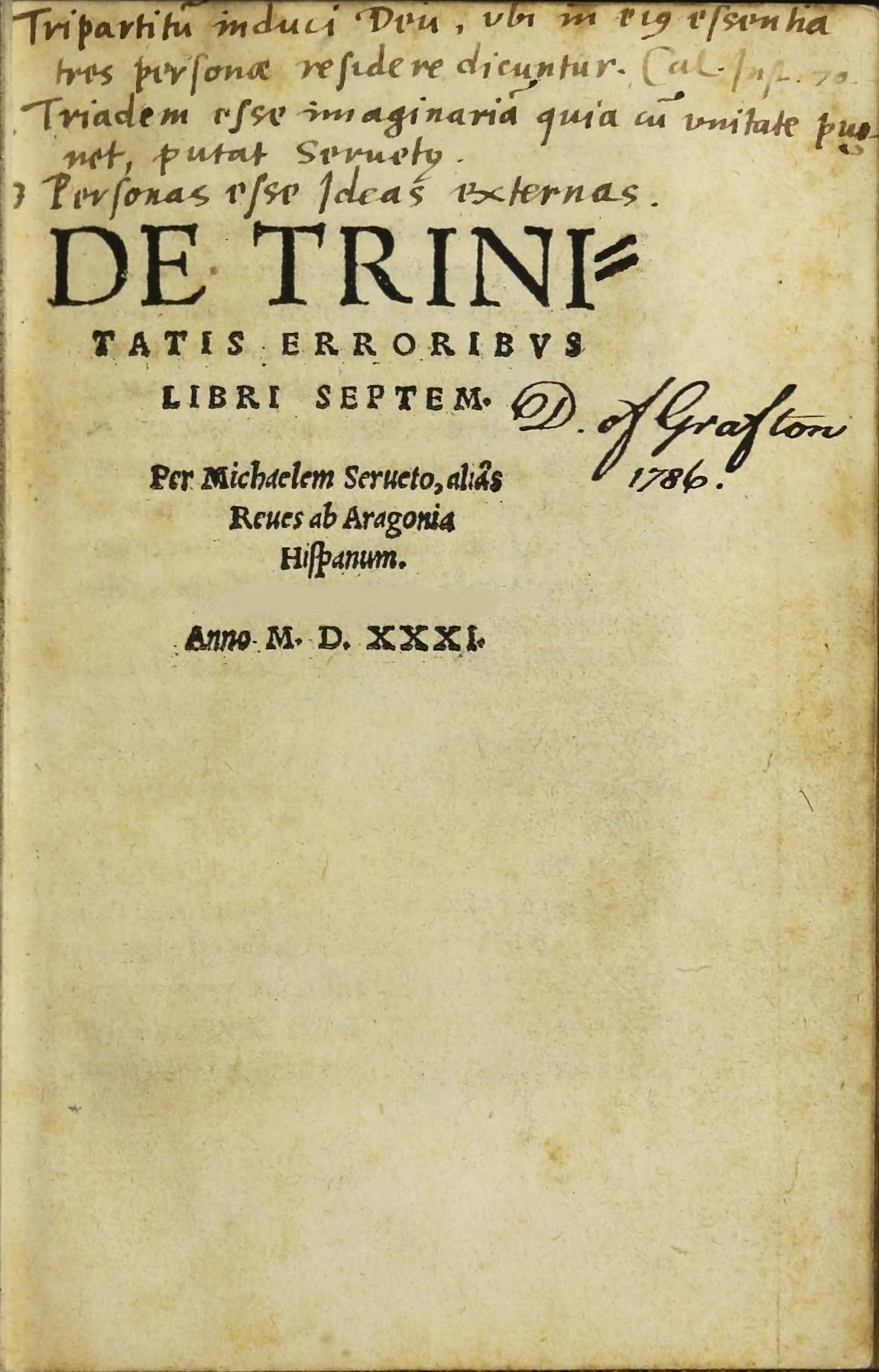
Michael Servetus, De Trinitatis erroribus libri septem, 1531, Druck Johannes Setzer

## Leben und Werk
Über seine Zeit vor Hagenau ist wenig bekannt, er gab sich den Beinamen Lauchensis, der auf die Stadt Lauchheim hinweist, die zu seiner Zeit Lauchen hieß. Auch sein Geburtsjahr ist unsicher. Er trat ca. 1519 in die Druckwerkstätte Thomas Anshelm in Hagenau ein, die er ab 1523 bis zu seinem Tod leitete. In dieser Zeit druckte er ca. 150 Schriften, fast ausschließlich der Humanisten und Reformatoren. Er gab viele Erstdrucke, also keine Nachdrucke, heraus, da er einerseits einen hervorragenden Ruf genoss und er sich andererseits persönlich um die Bücher der zeitgenössischen Gelehrten bemühte, die er öfter selbst besuchte. Dadurch erreichte der Autoren aus dem gesamten deutschsprachigen Raum. „Bis von Erfurt und Wien sandten ihm befreundete Humanisten ihre Manuskripte, und von den Vertretern der Reformation standen nicht nur die leitenden Männer in Oberdeutschland, ein Joh. Brenz voran, mit ihm in Verbindung; auch den Häuptern in Wittenberg, Luther und Melanchthon, Jonas und Bugenhagen, sowie Agricola in Eisleben, war Hagenau nicht zu fern, um bei Setzer viele ihrer Schriften drucken zu lassen.“ Er druckte hauptsächlich in lateinischer Sprache und war auch zu Beginn bei Anshelm als Korrektor für Latein angestellt.

## Drucke (Auswahl)
Nach 
- Libellus Auro Praestantior De Animae Praeparatione in extremo laborantis, deque Praedestinatione & Tentatione Fidei (ca. 1520)

- Grammatica Latina Philippi Melanchthonis (1526)

- B. Isidori Episcopi, Theologi uetustissimi, de Natiuitate Domini, Passione, & Resurrectione (1529)

- LATINAE GRAMMATICES ELEmenta, Philippi Melanchthonis. Item Syntaxis, seu de Constructione (1531)

- Francisci Barbari Patricii Veneti, Oratorisq[ue] clarißimi de Re Vxoria libri Duo (1533)